# تهران ساعت ۷ صبح
تهران ساعت ۷ صبح فیلمی به کارگردانی امیرشهاب رضویان و نویسندگی مجید اسلامی و فرزاد پورخوشبخت محصول سال ۱۳۸۱ است.

## بازیگران
- بهناز جعفری
- جواد خادم حسینی
- مهران رجبی
- حسن مؤذنی
- رضا خمسه
- پرویز لاریجانی
- نازنین فراهانی
- جواد امامی
- رابعه مدنی
- داوود شیخ
- حمیدرضا ذکاوت
- محمد حاج حسینی
- علی گل زاده
- شاهین علیجانی
- جمال کامران شورجه
- ساقی اسلامی
- کاظم نجارزاده
- پرویز جهان سا
- نادعلی قصران
- سارا اسکندری
- بهزاد رحمانی
- علی اکبری
- یعقوبی
- یوسف روحانی
- سیدسعید رضویان
- پژمان غنی پور
- نوید خلیلی
- جواد آبادیان
- حامد شقایق نیکو
- مهدی میرزایی
- سعید میرزایی
- میثم باقری
- محمد پژوده
- حسین شاهی
- سیدمهدی سلطانیان
- امیرحسین سپهروالا
- حمید نظری
- عبدالمجید فتحی
- وحید رضوانی